# NGC 1593
NGC 1593 је лентикуларна галаксија у сазвежђу Бик која се налази на NGC листи објеката дубоког неба.
Деклинација објекта је + 0° 34' 4" а ректасцензија 4h 32m 6,1s. Привидна величина (магнитуда) објекта NGC 1593 износи 13,8 а фотографска магнитуда 14,8. NGC 1593 је још познат и под ознакама NGC 1608, IC 2077, UGC 3082, MCG 0-12-44, CGCG 393-37, NPM1G +00.0156, PGC 15447.